# دار الفارابي
دار الفارابي المسجلة تحت مسمى شركة المطبوعات اللبنانية ش م ل هي مؤسسة دار نشر وطباعة وتوزيع أسست سنة 1954 في بيروت. تأسست بمناسبة عيد العمال من طرف مجموعة من المثقفين التقدميين العرب في تجربة علمانية. تتعامل دار الفارابي مع مجموعة واسعة من دور النشر العربية، حيث تتعامل مع 86 مكتبة عبر العالم. سنة 2008 حصلت على جائزة أحسن إخراج لكتاب الإرهاب الظاهرة كما تحصلت على جائزة عن ديوان المكان لشوقي عبد الأمير بالإمارات.

## طالع
- دار صادر للنشر